# Grad na gori
Udruga “Grad na gori” je neprofitni kršćanski centar s osnovnim ciljem resocijalizacije i zapošljavanja izliječenih ovisnika. Kroz svoje programe i projekte udruga nastoji osigurati kvalitetno uključenje i prilagodbu izliječenih ovisnika na opće društvene vrijednosti i standarde zajednice u kojoj živimo. Upisana je u Registar udruga Republike Hrvatske, na temelju članka 14. stavka 3. i 4. zakona o udrugama na dan 30. rujna 2004. pod registarskim brojem 17002199.

## Cilj osnivanja udruge
Osnivanje udruge je proizašlo iz ideje i iskrene želje ljudi – izliječenih ovisnika i njihovih obitelji – koji su na svojim osobnim životima, kroz razne situacije bili suočeni s problemom resocijalizacije - uključenja i integracije u društvo. Osnivači udruge su imali želju da pomognu svima onima koji se nakon rehabilitacijskih programa suočavaju s istim problemima prilagodbe u društvo.

## Djelatnosti
- Savjetovanje: pružanje pomoći pri uspostavljanju stabilnih socijalnih kontakata između izliječenih ovisnika i njihovih obitelji te ostalih problema koji ih prate nakon izlaska iz komune kako bi se oni uspješno nadvladali te se uspostavila stabilnost u ponašanju i odnosu.
  - Kroz projekt “Svjetlo u tami” - odlazak u penalne ustanove (zatvori) radi poticanja ovisnika na održavanje apstinencije u penalnom i post-penalnom razdoblju
  - Kroz projekt “Nada” - suradnja sa zdravstvenim ustanovama – psihijatrijskim ustanovama radi pružanja podrške pacijentima - ovisnicima za vrijeme njihovog liječenja te pružanje pomoći nakon liječenja
  - Suradnja s terapijskim zajednicama u svrhu uključivanja rehabilitiranih ovisnika u resocijalizacijske programe nakon njihovog izlaska
  - Svjedočenje pozitivnim ponašanjem i izmijenjenim načinom življenja glede droge u svakodnevnom životu, privatno i javno, svakog člana udruge
  - Vjerska potpora na temeljima kršćanskih vrijednosti

- Informiranje: kroz informiranje pridonijeti osvješćivanju šire javnosti o radu udruge te problematici izliječenih ovisnika kako bi šira javnost zbog boljeg razumijevanja situacije te kategorije ljudi smanjila otpor prema njima i lakše im pružila pomoć i šansu pri uključenju u normalna život u bilo kome segmentu.
  - na razne načine se nastoji upoznati uža i šira javnosti u pogledu problema resocijalizacije – kroz razne vrste medija
  - kroz informiranje otvoriti pitanja kao što su – zdravstvena zaštita (problemi vezani uz hepatitis), povlastice pri zapošljavanja na birou rada…

- Socijalna integracija te izgradnja socijalnih vještina: ima za cilj stvaranje i održavanje kontakata te dubljeg osobnog upoznavanja s izliječenim ovisnicima te ostalim korisnicima programa i članovima njihovih obitelji.
  - prihvat u privremen oblike rada udruge (čišćenje, selidbe, sobo-slikarski i slični poslovi) koje udruga obavlja u skladu s posebnim propisima o udrugama, radi stjecanje dobiti usmjerena su isključivo unapređenju udruge, kojima se ostvaruju njezini ciljevi
  - Briga za privremeni smještaj onih koji se nakon rehabilitacije nemaju gdje vratiti. Favoriziramo mogućnost prihvata u postojeće stanove članova udruge ili u budućnosti osigurane nove stambene prostorije koje bi udruzi stajale na raspolaganju
  - Održavanje grupa u prostorijama udruge jednom tjedno s ciljem što bolje komunikacije i boljeg upoznavanja kako s problemima pojedinca tako i njihovih roditelja

- Zapošljavanje izliječenih ovisnika: Ostvarivanjem kontakata udruge s raznim poduzetnicima udruga djeluje kao posrednik pri zapošljavanju izliječenih ovisnika, sve u cilju bolje reintegracije pojedinca u društvo kroz projekt koji se zove Prilika.hr  Arhivirana inačica izvorne stranice od 4. travnja 2008. (Wayback Machine). Kroz spomenuti projekt korisnici se konačno osamostaljuju i na tom polju iako i nakon zaposlenja korisnik ostaje u poziciji kontinuirane pomoći kao i njegova obitelj

## Projekt Prilika.hr
Prilika.hr je portal za zapošljavanje izliječenih ovisnika kao i osoba iz posebne skupine nezaposlenih koje osim izliječenih ovisnika uključuju i osobe s invaliditetom, branitelje, samohrane roditelje, roditelje četvero djece ili više malodobne djece te žrtve obiteljskog nasilja i trgovanja ljudima.

Usluge:
- posredovanja u pronalasku privremenog i stalnog zaposlenja (pojedinci iz ciljane skupine moći će objaviti svoje životopise koji će biti na uvidu potencijalnim poslodavcima)
- pregled prava i mogućnosti na tržištu rada (korisnici mogu dobiti informacije o sufinanciranju zapošljavanja, doškolovanju i prekvalifikacijama i ostalim poticajnim mjerama)
- pronalaska radnika za obavljanje privremenih poslova (kroz programe i djelatnosti drugih srodnih zajednica i udruga)
- oglašavanja vlastitih djelatnosti (rad poduzeća, uslužne djelatnosti i sl.)
- informiranja o problemima vezanim uz tematiku (vijesti, intervjui i dr.)

Osnovni cilj: Pomoć u rješavanju pitanja nezaposlenosti rehabilitiranih ovisnika i ostalih osoba iz navedene posebne skupine nezaposlenih, te izgradnja odnosa s poslovnim sektorom.

Posebni ciljevi:
- pomoć u rješavanju pitanja društvene reintegracije i konačnog zaposlenja izliječenih ovisnika nakon završenog programa odvikavanja od ovisnosti
- pružanje bolje informiranosti vezano uz ostvarivanje prava na zapošljavanje, doškolovanje, prekvalifikaciju i dr.
- jačanje socijalne potpore (savjetodavna pomoć vezano uz problematiku, kao i vaša mišljenja, iskustva i sve što želite podijeliti s nama)
- predstavljanje većeg dijela udruga na jednom mjestu kako bi posjetitelji na što jednostavniji način došli do odgovora na razna pitanja i upoznali njihove programe i usluge koje pružaju
- poticanje volonterstva za rad na području resocijalizacije
- poticanje obitelji kao osnovne jedinice društva na aktivniju suradnju.

## Suradnja s drugim udrugama
U ostvarivanju svojih ciljeva udruga surađuje sa stručnim ustanovama (klinikama, bolnicama, vjerskim zajednicama, gradskim vlastima te i drugim udrugama) koje se bave istom ili sličnom problematikom, te je otvorena za udruživanje u slične asocijacije i udruge istog profila u zemlji i inozemstvu.

## Kontakt
Ured udruge Grad na gori nalazi se na adresi Dobrilina 3, 21000 Split; tel/fax: 021 503-320; mob: 098 9487542

## Vanjske poveznice
- Prilika.hr  Arhivirana inačica izvorne stranice od 4. travnja 2008. (Wayback Machine)
- Arhivirana inačica izvorne stranice od 18. rujna 2016. (Wayback Machine)
- Ured za suzbijanje zlouporabe opojnih droga  Arhivirana inačica izvorne stranice od 12. veljače 2006. (Wayback Machine)
- Ministarstvo zdravstva i socijalne skrbi Republike Hrvatske
- Ministarstvo obitelji, branitelja i međugeneracijske solidarnosti  Arhivirana inačica izvorne stranice od 1. prosinca 2011. (Wayback Machine)
- Hrvatski zavod za zapošljavanje